# L'Homme de sable (film)
Pour les articles homonymes, voir L'Homme de sable (homonymie).
Pour plus de détails, voir Fiche technique et Distribution.
L'Homme de sable (titre original allemand : Der Sandmann ou Ein Sommersandtraum) est un film suisse scénarisé et réalisé par Peter Luisi, sorti en 2011.

## Synopsis
Benno est un homme égocentrique amateur de musique classique qui travaille dans une boutique de timbres. Il habite au-dessus d'un café où travaille Sandra, une excentrique qui ambitionne de devenir musicienne. Un matin, Benno trouve du sable dans son lit. Il s’aperçoit rapidement que le sable provient de son corps. De jour et jour, la quantité de sable qu'il perd augmente. Alors que Sandra est sa pire ennemie, Benno se voit contraint de se tourner vers elle.

## Fiche technique
- Titre : L'Homme de sable
- Titre original : Der Sandmann
- Réalisation : Peter Luisi
- Scénario : Peter Luisi
- Musique : Michael Duss, Christian Schlumpf et Martin Skalsky
- Photographie : Lorenz Merz
- Montage : Claudio Cea
- Production : David Luisi et Peter Luisi
- Société de production : Spotlight Media Production
- Pays :  Suisse
- Genre : Comédie dramatique et fantastique
- Durée : 88 minutes
- Dates de sortie :
  -  Allemagne : janvier 2011 : Filmfestival Max Ophüls Preis
  -  Allemagne : 21 juillet 2011

## Distribution
- Fabian Krüger : Benno
- Irene Brügger (de) : Sandra (mademoiselle Da Capo)
- Beat Schlatter : Max
- Florine Elena Deplazes : Patricia
- Kaspar Weiss : Walter
- Sigi Terpoorten : Stefan
- Michel Gammenthaler : Dimitri
- Urs Jucker : le psychiatre
- This Moser : le médecin
- Max Rüdlinger : le philatéliste

## Distinctions
Prix obtenus en 2011
- Amherst, Buffalo Niagara Film Festival : meilleur acteur, meilleure actrice dans un second rôle
- Breckenridge, Festival du film : meilleur acteur, meilleur comédie, meilleur réalisateur, meilleur scénario
- Brunswick, New Jersey International Film Festival (en) : meilleur long métrage
- Colorado Springs, Indie Spirit Film Festival : meilleur long métrage
- Hawthorne, Hoboken International Film Festival' : meilleur réalisateur
- Jackson, Crossroads Film Festival : meilleur long métrage de fiction
- Myrtle Beach, Myrtle Beach International Film Festival : meilleur long métrage, meilleur film en langue étrangère, meilleur acteur
- Riverside, Riverside International Film Festival : meilleur long métrage
- Sarrebruck, Festival Max Ophüls : prix du public
- Seattle, Seattle's True Independent Film Festival : meilleur long métrage
- Wilmington, Cape Fear International Film Festival : meilleur long métrage